# Le Devin du village
Le Devin du village (L'endeví del poble) és una òpera en un acte de Jean-Jacques Rousseau, amb llibret del mateix compositor. S'estrenà al castell de Fontainebleau el 18 d'octubre de 1752. A Catalunya es va estrenar a la Sala Toldrà del Conservatori Municipal de Música de Barcelona el 9 de març de 1990, en versió pianística.
La música de Rousseau seguí un procés semblant al de la seva formació, entre l'encara molt ramista opéra-ballet Les Muses galantes (1743) i la seva obra principal Le devin du village, molt més influïda per l'estil italià i, per tant, molt més pròxima de la seva teoria i crítica musical.
Tot i ser conegut fonamentalment per la seva faceta de pensador de la Il·lustració, Rousseau exercí una intensa activitat com a musicòleg i compositor força desconeguda del gran públic. Gran defensor d'introduir a França els models de la reeixida òpera bufa italiana, va mirar d'exemplificar les seves reivindicacions teòriques amb un exemple pràctic. Fou així com va crear Le devin du village, un intermezzo buffo.